# Dorudon

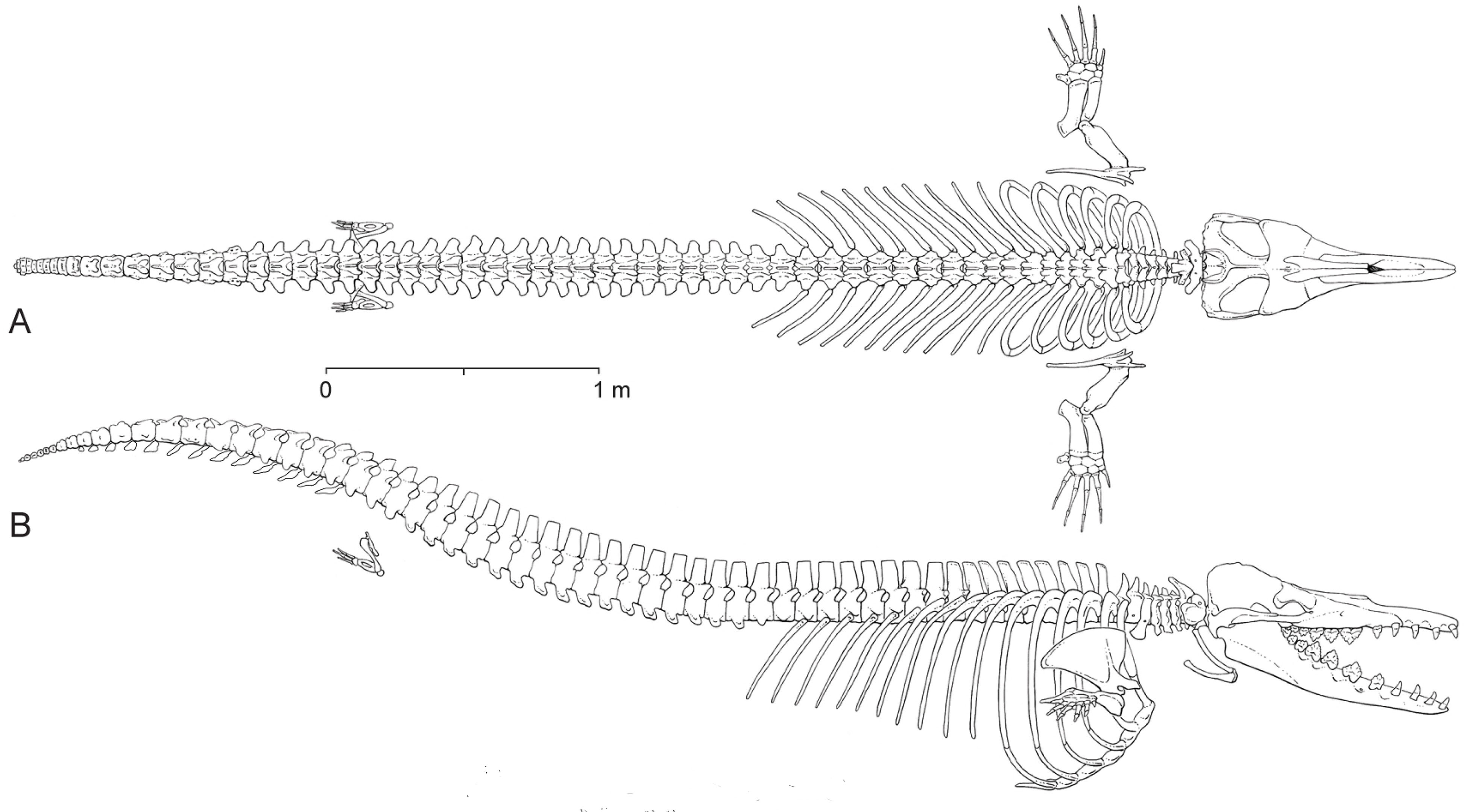
Reconstrução esquelética de um Dorudon

Dorudon que significa "Dente de Lança" foi um género de cetáceos antigos que viveram na mesma era do grande Basilosaurus há 41 a 36 milhões de anos, no Eoceno. Tinham cerca de cinco metros de comprimento, pesavam cerca de quinhentos quilos e eram provavelmente carnívoros, alimentando-se de pequenos peixes e moluscos. Os Dorudon viveram em mares quentes de todo o mundo. Os seus fósseis foram encontrados na América do Norte, Egito, bem como no Paquistão, a parte oriental da fronteira do antigo Mar de Tétis. Dorudon foi descoberto e classificado pela primeira vez no século XIX em Wadi Al-Hitan, conhecido como “Vale da Baleia”. Localizado no deserto ocidental do Egito, o Whale Valley é uma mina de ouro de fósseis de Archaeoceti e uma oportunidade fantástica para estudar como as baleias evoluíram. Wadi Al-Hitan é uma zona altamente protegida sob a lei egípcia que proíbe qualquer ação que possa destruir o meio ambiente natural.
Inicialmente acreditava-se que os Dorudon eram juvenis de Basilosaurus porque os seus fósseis são semelhantes, mas menores. Mas foram classificados como uma espécie diferente com a descoberta de juvenis Dorudon. Embora se pareçam muito com as baleias modernas, aos Basilosaurus e Dorudon falta-lhes o "órgão de melão", que permite aos seus descendentes, baleias modernas, a utilização do ultra-som de uma forma eficaz. Essa adaptação apareceu mais tarde na evolução dos cetáceos, estimulando o aparecimento de baleias maiores e mais diversas que subsistiam com uma variedade maior de presas. Como outros membros da família Basilosauridae, as suas narinas encontram-se a meio do focinho até a parte superior da cabeça. As crias de Dorudon pode ter sido uma das presas do Basilosaurus, como é comprovado pelas marcas de mordida não cicatrizadas em crânios de alguns Dorudon juvenis.
Tendo vivido em ambientes oceânicos rasos, Dorudon foi bem construído para a sobrevivência subaquática. Seus dentes incisivos e caninos eram afiados e pontiagudos, e colocados ao longo de toda a boca. Isso é diferente dos dentes incisivos e caninos de um cachorro, que ficam próximos na frente da boca. Essa linha de dentes afiados significava que Dorudon poderia facilmente pegar peixes nadando para uma refeição rápida. Junto com sua forte mordida dentada, acreditava-se que Dorudon atrox também tinha uma audição poderosa. Mudanças especiais no canal auditivo e no crânio significavam que Dorudon podia ouvir muitas frequências diferentes e rastrear a direção de onde vinham. Este predador que vive na água também tinha um corpo construído para caçar no oceano. Seus membros anteriores não serviram para ajudar Dorudon em terra. Em vez disso, eles realmente ajudaram a dirigir enquanto a parte inferior do corpo musculosa ajudou a empurrá-lo pela água. Ao contrário de outras baleias primitivas que se moviam muito como uma enguia, Dorudon dependia de mover sua cauda, ou cauda, para cima e para baixo para impulsioná-lo através da água, assim como os golfinhos de hoje nadam. Esta nova forma de movimento significava que os membros posteriores eram essencialmente inúteis. 
Esqueletos fósseis de Dorudon são geralmente encontrados enrolados em um círculo, muitas vezes com suas caudas puxadas para cima dos crânios. Isso sugere que seus músculos teriam alimentado o movimento de natação para cima e para baixo usado pelos golfinhos hoje. A posição das narinas de Dorudon , a meio caminho do nariz até a parte de trás da cabeça, facilitaria a respiração na superfície da água.

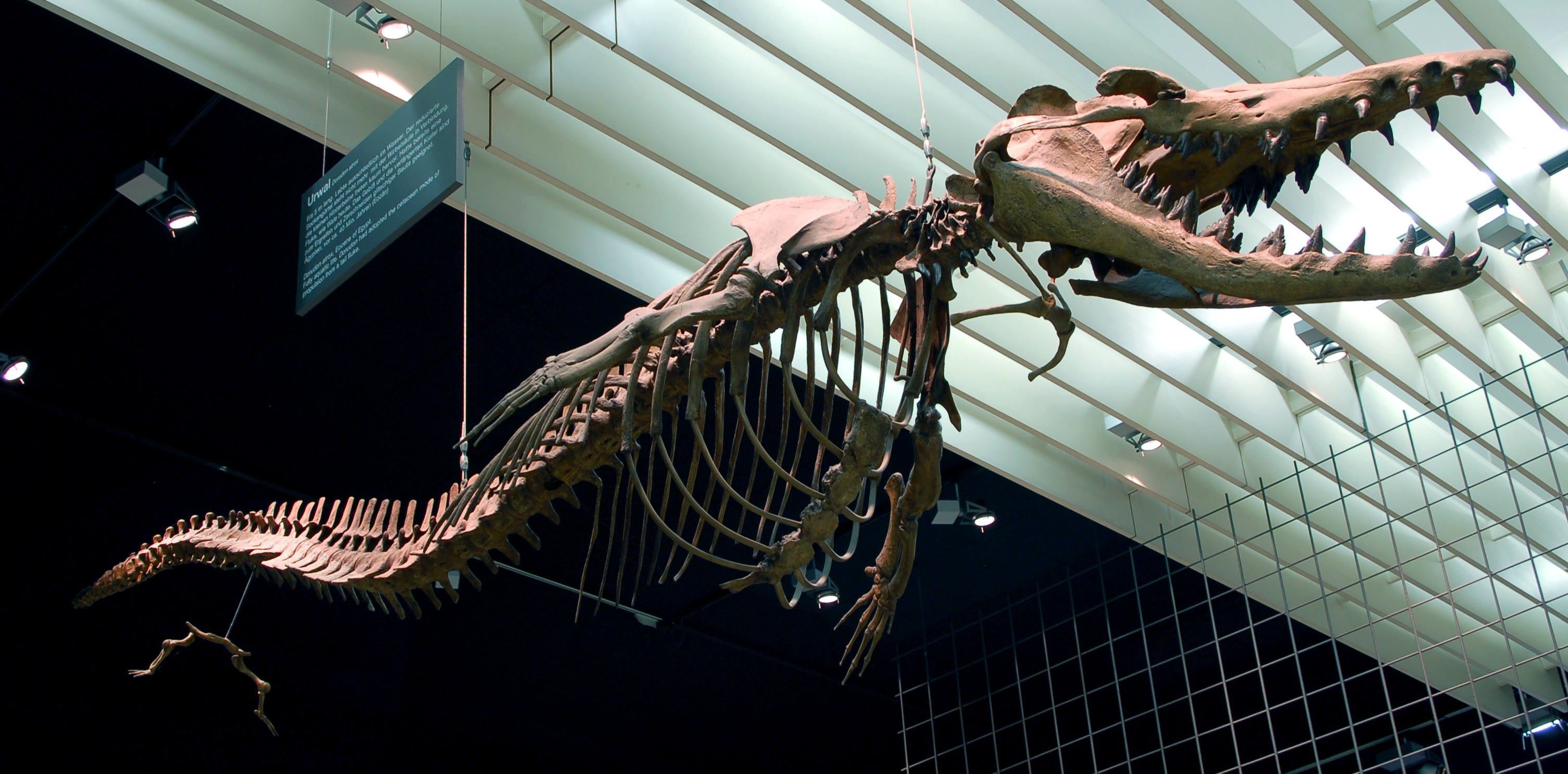
Dorudon atrox, Senckenberg Museum

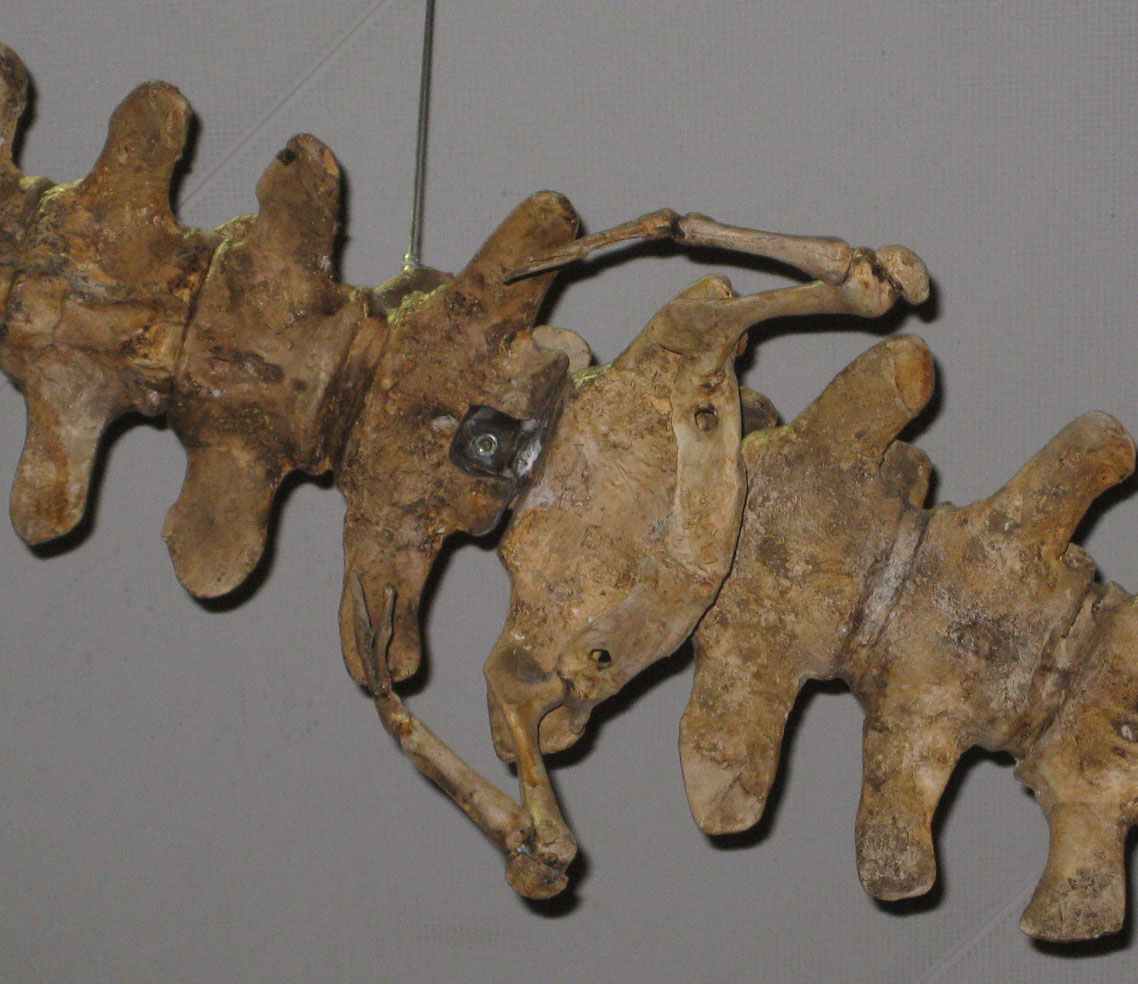
Pélvis de Dorudon, um exemplo de um órgão vestigial, de um espécime do Museu Nacional de História Natural (EUA) Washington, DC

## Na Cultura Popular
Os Dorudon podem ser visto em alguns documentários sendo o mais notário deles o Walking with Beasts da BBC no episódio "A Baleia Assassina", bem como no documentário Sea Monsters, também da BBC. Em ambos são vistos em interação com o seu parente o Basilosaurus